# Ucides cordatus
Ucides cordatus är en kräftdjursart som först beskrevs av Carl von Linné 1763.  Ucides cordatus ingår i släktet Ucides och familjen Ocypodidae. Inga underarter finns listade i Catalogue of Life.

## Bildgalleri

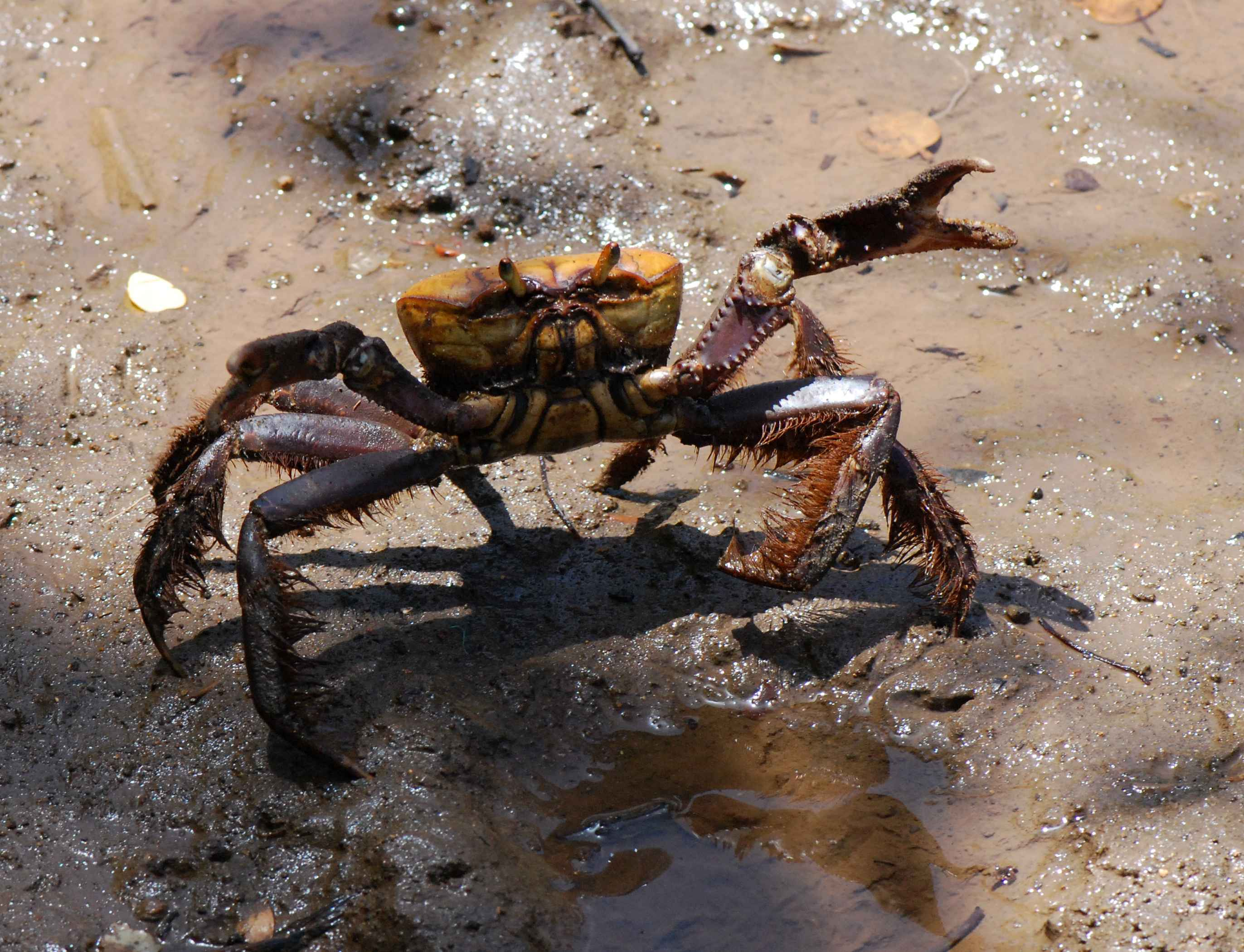